# Rifugio Claudio e Bruno
Il rifugio Claudio e Bruno è un rifugio alpino situato a 2.710 m s.l.m. sopra il Lago del Sabbione, in alta val Formazza, in provincia del Verbano-Cusio-Ossola.

## Storia

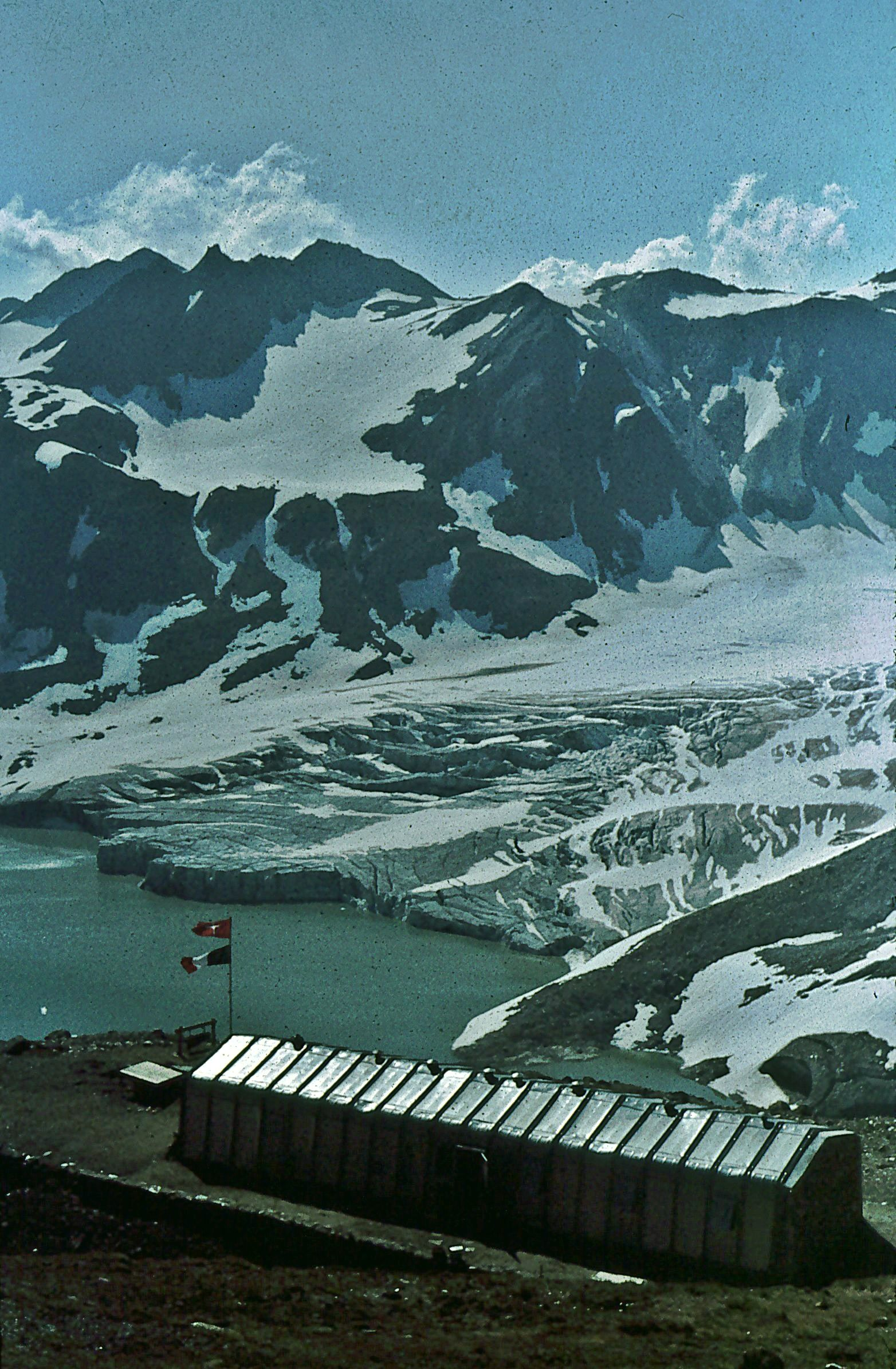
La vecchia struttura del rifugio nell'agosto del 1975

Inizialmente il rifugio era costituito da una struttura in lamiere di metallo e venne poi ricostruito con un edificio in pietra sempre nella località del Lago del Sabbione.
Il nuovo edificio venne inaugurato nel 1979, è venne poi completamente ristrutturato nel 1995, ottenendo la sua struttura attuale.
Il nome Rifugio Claudio e Bruno deriva da due volontari della OMG morti durante lo svolgimento di una missione in America Latina.

## Caratteristiche e informazioni
Il rifugio è di proprietà dell'Operazione Mato Grosso, associazione volontaristica che utilizza i ricavi di questo ed altri rifugi per finanziare progetti umanitari in America Latina.
È una struttura in muratura di pietrame con pianta ad "L" dotato di 90 posti letto (di cui circa 30 costituito da materassi su tavolato). 
L'edificio si trova a monte del lago del Sabbione, a breve distanza dal ghiacciaio Strahlgrat-Hohsand. È dotato di acqua corrente, servizi interni, riscaldamento.

## Accessi
Il percorso di accesso ha inizio dal lago di Morasco, punto ove termina la statale della val Formazza. Da qui si risale il vallone del Sabbione fino al lago del Sabbione, dove sorge il Rifugio Cesare Mores. Si costeggia quindi il lago in sinistra orografica seguendo un evidente sentiero che conduce al rifugio. Il percorso richiede circa 3 ore dal lago Morasco.

## Ascensioni
- Punta del Sabbione (3.183 m)
- Punta d'Arbola (3.235 m)
- Blinnenhorn (3.375 m)
- Siedel Rothorn (3.287 m)
- Punta dei Camosci (3.046 m)

## Traversate
- Rifugio 3A (2.960 m)
- Rifugio Città di Busto (2.480 m)
- Rifugio Cesare Mores (2.515 m)[1]
- Rifugio Somma Lombardo (2.561 m)
- Rifugio Maria Luisa (2.157 m)
- Rifugio Margaroli (2.194 m)
- Rifugio Miryam (2.050 m)
- Binntalhütte (2.265 m)